# NGC 1958
NGC 1958 ist ein Kugelsternhaufen in der Großen Magellanschen Wolke im Sternbild Dorado. Das Objekt wurde im Jahr 1835 von John Herschel entdeckt.